# Rooftops of New York
Rooftops of New York ist ein US-amerikanischer Kurzfilm von Robert McCarty aus dem Jahr 1961, mit dem der Produzent Robert Gaffney für einen Oscar nominiert war.

## Inhalt
Robert McCarty schaut mit seiner Kamera auf die Dächer New Yorks und hält eine ganz eigene Welt fest. Wir werden eingeladen, die Stadt und die Gewohnheiten einiger ihrer Bewohner aus einer neuen Perspektive zu betrachten. So sehen wir beispielsweise einen rundlichen Mann, der auf seinem Dach Fitnessübungen unter anderem mit einem Springseil vollführt und dabei tüchtig schwitzt. Die Kamera lässt ihn dann allein, um andere Menschen zu beobachten, kehrt aber alle paar Minuten zurück, um zu beobachten, welche Fortschritte er gemacht hat. Ausgespart wird auch nicht, dass er sich am Ende seiner Übungen ein reichhaltiges Picknick gönnt.
Weitere Vignetten öffnen sich, die Frauen beim Sonnenbaden zeigen, Liebende, die sich im Schutz der Dächer treffen, spielende Kinder, Hobbygärtner, die sich mit ihren Pflanzen befassen, Menschen an der Töpferscheibe und Wäsche, die vom Wind umweht trocknet. McCartys Vogelperspektive gewährt einen ungewöhnlichen Blick auf das, was sich auf den Dächer von New York abspielt.

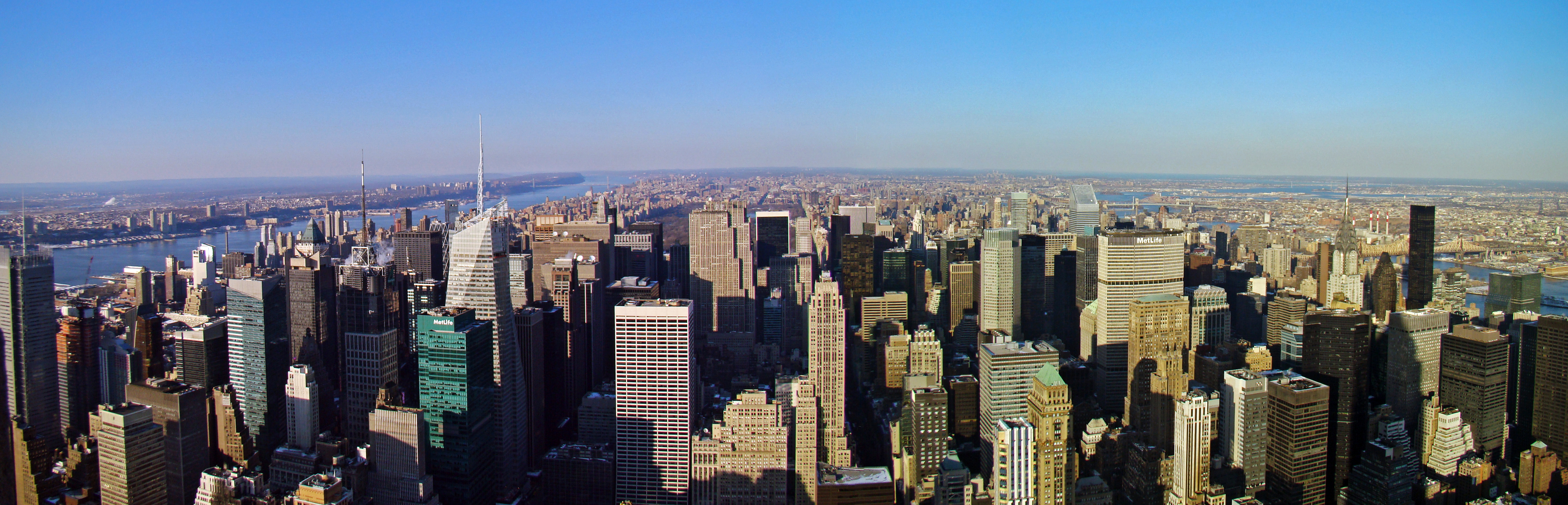
Blick vom Empire State Building auf Midtown Manhattan

## Produktion, Veröffentlichung
Es handelt sich um eine Produktion der Columbia Pictures Corporation in Zusammenarbeit mit McCarty-Rush-Gaffney, die von der Columbia Pictures Corporation vertrieben wurde. Zu hören ist das Modern Jazz Quartet sowie auf dem Vibraphon Lionel Hampton.
Die Premiere des Films fand am 22. Juni 1961 in New York statt.

## Auszeichnung
Oscarverleihung 1962
- Oscarnominierung für Robert Gaffney und den Film in der Kategorie „Bester Kurzfilm“ (Live Action).
Die Trophäe ging jedoch an Hilary Harris und seinen Film Seawards the Great Ships,,[2] der die Schiffsbauindustrie am Clyde in Schottland zum Thema hat.